# Campeonato Pernambucano 1978
In 1978 werd het 64ste Campeonato Pernambucano gespeeld voor voetbalclubs uit de Braziliaanse staat Pernambuco. De competitie werd georganiseerd door de FPF en werd gespeeld van 31 augustus tot 10 december. De competitie werd verdeeld over drie fases, die elk nog eens in twee rondes opgedeeld waren. Omdat Santa Cruz alle drie de fases won werd er geen finale meer gespeeld. 
Titelverdediger Sport Club do Recife nam niet deel aan de competitie wegens meningsverschillen met de voetbalbond, het was het enige seizoen buiten 1915 dat de club niet in de hoogste klasse speelde. 

## Groepsfase

### Eerste fase

#### Eerste ronde
| Plaats | Club                  | Wed. | W | G | V | Saldo | Ptn. |
| ------ | --------------------- | ---- | - | - | - | ----- | ---- |
| 1.     | Santa Cruz            | 7    | 7 | 0 | 0 | 30:1  | 14   |
| 2.     | Náutico               | 7    | 6 | 0 | 1 | 16:2  | 12   |
| 3.     | Ferroviário do Recife | 7    | 3 | 1 | 3 | 8:7   | 7    |
| 4.     | América               | 7    | 3 | 1 | 3 | 8:18  | 7    |
| 5.     | Santo Amaro           | 7    | 3 | 1 | 3 | 6:13  | 7    |
| 6.     | Central               | 7    | 2 | 1 | 4 | 8:18  | 5    |
| 7.     | Caruaru               | 7    | 1 | 1 | 5 | 6:19  | 3    |
| 8.     | Íbis                  | 7    | 0 | 1 | 6 | 1:25  | 1    |

|  | Gekwalificeerd voor tweede ronde |

#### Tweede ronde
| Plaats | Club                  | Wed. | W | G | V | Saldo | Ptn. |
| ------ | --------------------- | ---- | - | - | - | ----- | ---- |
| 1.     | Santa Cruz            | 3    | 2 | 1 | 0 | 4:1   | 5    |
| 2.     | Náutico               | 3    | 2 | 0 | 1 | 2:1   | 4    |
| 3.     | Ferroviário do Recife | 3    | 1 | 1 | 1 | 3:3   | 3    |
| 4.     | América               | 3    | 0 | 0 | 3 | 1:5   | 0    |

|  | Gekwalificeerd voor finale |

### Tweede fase

#### Eerste ronde
| Plaats | Club                  | Wed. | W | G | V | Saldo | Ptn. |
| ------ | --------------------- | ---- | - | - | - | ----- | ---- |
| 1.     | Náutico               | 7    | 7 | 0 | 0 | 24:2  | 14   |
| 2.     | Santa Cruz            | 7    | 6 | 0 | 1 | 40:3  | 12   |
| 3.     | América               | 7    | 2 | 3 | 2 | 7:7   | 7    |
| 4.     | Santo Amaro           | 7    | 2 | 3 | 2 | 4:5   | 7    |
| 5.     | Ferroviário do Recife | 7    | 2 | 2 | 3 | 7:9   | 6    |
| 6.     | Caruaru               | 7    | 1 | 4 | 2 | 4:15  | 6    |
| 7.     | Central               | 7    | 1 | 1 | 5 | 3:17  | 3    |
| 8.     | Íbis                  | 7    | 0 | 1 | 6 | 2:33  | 1    |

|  | Gekwalificeerd voor tweede ronde |
|  | Uitgeschakeld voor derde fase    |

#### Tweede ronde
| Plaats | Club        | Wed. | W | G | V | Saldo | Ptn. |
| ------ | ----------- | ---- | - | - | - | ----- | ---- |
| 1.     | Santa Cruz  | 3    | 3 | 0 | 0 | 6:2   | 6    |
| 2.     | Náutico     | 3    | 2 | 0 | 1 | 8:2   | 4    |
| 3.     | América     | 3    | 1 | 0 | 2 | 5:7   | 2    |
| 4.     | Santo Amaro | 3    | 0 | 0 | 3 | 3:11  | 0    |

|  | Gekwalificeerd voor finale |

### Derde fase

#### Eerste ronde
| Plaats | Club                  | Wed. | W | G | V | Saldo | Ptn. |
| ------ | --------------------- | ---- | - | - | - | ----- | ---- |
| 1.     | Santa Cruz            | 5    | 4 | 1 | 0 | 20:1  | 9    |
| 2.     | Náutico               | 5    | 4 | 1 | 0 | 20:3  | 9    |
| 3.     | Santo Amaro           | 5    | 3 | 0 | 2 | 4:11  | 6    |
| 4.     | América               | 5    | 1 | 1 | 3 | 4:13  | 3    |
| 5.     | Caruaru               | 5    | 1 | 1 | 3 | 3:13  | 3    |
| 6.     | Ferroviário do Recife | 5    | 0 | 0 | 5 | 2:12  | 0    |

|  | Gekwalificeerd voor finale |

#### Tweede ronde
| Plaats | Club        | Wed. | W | G | V | Saldo | Ptn. |
| ------ | ----------- | ---- | - | - | - | ----- | ---- |
| 1.     | Santa Cruz  | 3    | 3 | 0 | 0 | 12:0  | 6    |
| 2.     | Náutico     | 3    | 2 | 0 | 1 | 5:6   | 4    |
| 3.     | América     | 3    | 1 | 0 | 2 | 5:9   | 2    |
| 4.     | Santo Amaro | 3    | 0 | 0 | 3 | 2:9   | 0    |

|  | Gekwalificeerd voor finale |

## Kampioen
| Campeonato Pernambucano de 1978 |
| Pernambuco                      |
| ------------------------------- |
| SANTA CRUZ Kampioen (16° titel) |